# Hercílio Luz Futebol Clube
Maillots
Le Hercílio Luz Futebol Clube est un club brésilien de football basé à Tubarão dans l'État de Santa Catarina.

## Palmarès
- Championnat de l'État de Santa Catarina :
  - Champion : 1957 et 1958